# Nirmal Purja

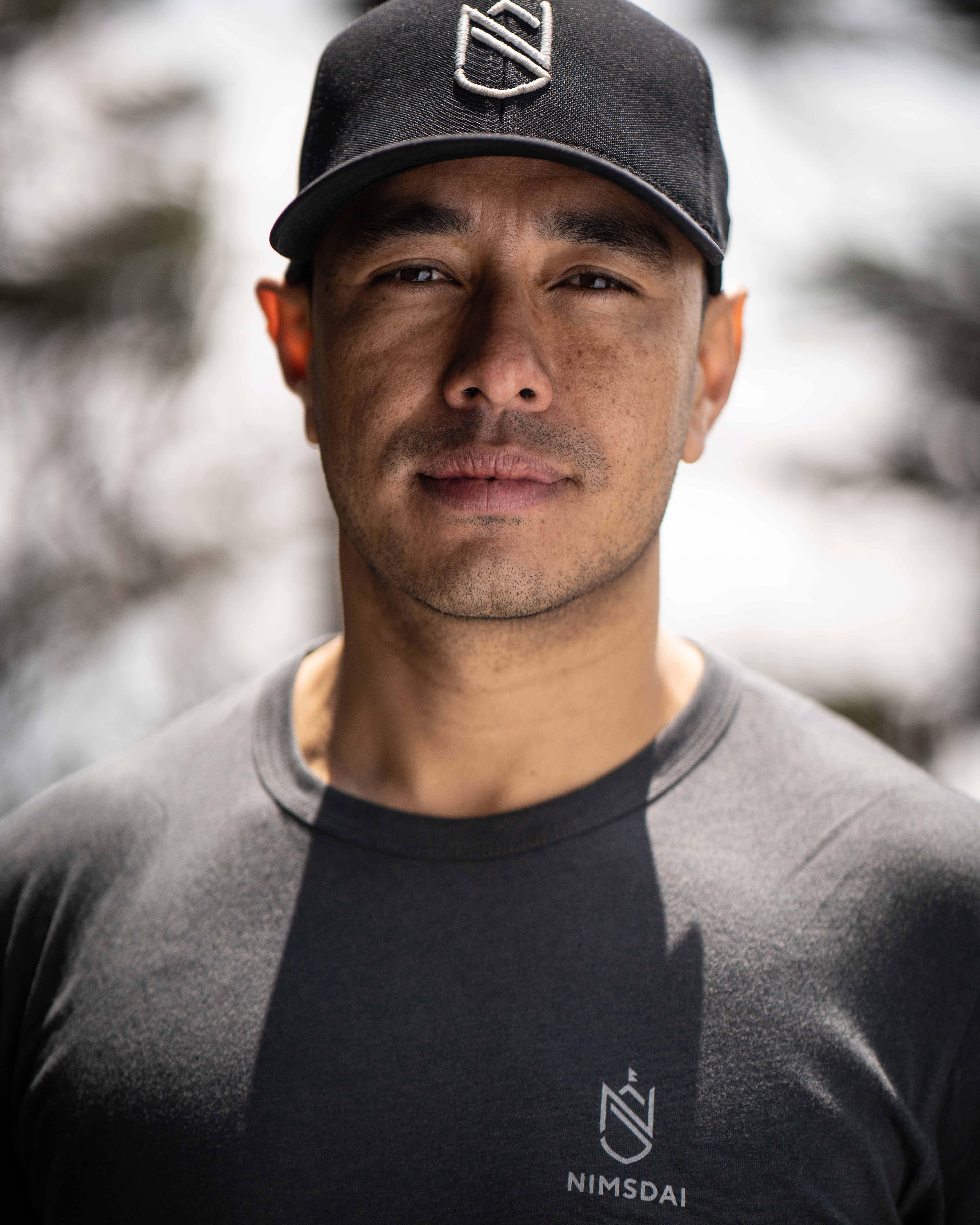
Nirmal Purja in 2021

 Nirmal (Nims of Nimsdai) Purja (Myagdi, Nepal, 25 juli 1983) is een Nepalees-Brits bergbeklimmer en voormalig militair. Hij heeft meerdere records in bergbeklimmen. Hij beklom in 2019 alle veertien bergtoppen boven de 8000 meter in een recordtijd van zes maanden en zes dagen met behulp van zuurstof. Hiernaast bereikte hij als eerste de toppen van Mount Everest, Lhotse en Makalu binnen 48 uur. In 2021 maakte hij deel uit van het team dat als eerste een winterbeklimming van de K2 voltooide. 
Hij noemde zijn beklimming van de veertien bergtoppen boven de 8000 meter Project Possible. In 2020 publiceerde hij het boek Beyond Possible. In 2021 bracht Netflix een documentaire uit over zijn beklimming genaamd 14 Peaks: Nothing Is Impossible.